# Alur (B), Aurad
Alur (B) là một làng thuộc tehsil Aurad, huyện Bidar, bang Karnataka, Ấn Độ.